# 메이와정 (군마현)
메이와정(일본어: 明和町 메이와마치[*])은 일본 군마현 남동부에 있는 오라군의 정이다.
군마현의 관문으로 도쿄 도심에서 가장 가까운 군마현의 자치체이며 현내에서는 도쿄의 통근·통학권 내로 꼽힌다.

## 역사
- 1889년 4월 1일 - 정촌제 시행과 함께 오라군에 사누키촌, 우메시마촌, 지에다촌이 탄생하였다.
- 1955년 3월 1일 - 사누키촌, 우메지마촌, 지에다촌이 합병해 메이와촌이 되었다.
- 1998년 10월 1일 - 정으로 승격하였다.

## 인구
| 연도 | 인구   | ±%     |
| ---- | ------ | ------ |
| 1920 | 8,191  | —      |
| 1930 | 8,347  | +1.9%  |
| 1940 | 8,385  | +0.5%  |
| 1950 | 10,165 | +21.2% |
| 1960 | 9,211  | −9.4%  |
| 1970 | 8,496  | −7.8%  |
| 1980 | 9,815  | +15.5% |
| 1990 | 10,390 | +5.9%  |
| 2000 | 11,474 | +10.4% |
| 2010 | 11,204 | −2.4%  |

## 교통

### 철도
- 도부 철도 이세사키선

### 도로
- 도호쿠 자동차도
- 국도 122호선(일본어판)